# Летище Благоево
Летище Благоево е разположено на 2.1 km източно от село Благоево (област Разград) и на 13 km югозападно от град Разград. До него се стига след отклоняване от републикански път III-204 (главен път Разград – Попово) на разклона към село Тръстика.

## История
Изградено е през осемдесетте години на XX век с основно предназначение за селскостопанска авиация. От 2012 г. летището е частна собственост. Лицензирано е от Гражданска въздухоплавателна администрация като летателна площадка, съгласно изискванията на ICAO.

### Предназначение
Предназначено е за леки, ултралеки и свръхлеки въздухоплавателни средства, за полети, провеждани денем по правилата за визуални полети. Летището обхваща площ от 50 дка, на територията му има изградени перон, два броя хангари, два броя стоянки за самолети. Настилката на пистата е тревна, почвата е отцедлива и не задържа вода.

### Дейности, за които е подходящо летището
Селскостопански авиационни услуги, чартърни полети, полети за разглеждане на забележителности от въздуха, полети с хеликоптер, развлекателни полети, полети с рекламна цел, парашутизъм, спортна авиация, развитие на делтапланеризъм, мотоделтапланеризъм, парапланеризъм и мотопарапланеризъм, авиомоделизъм.
В района на летището са разположени няколко язовира, спортни комплекси, археологически резерват „Абритус“, природна забележителност „Голям Юк“, както и местност за отдих и спорт „Пчелина“, в която има добре развита хотелска база, горски фонд, хижи и язовир.

### Основни характеристики на писата на съоръжението
- Размери на пистата: 630/50 m
- Направление на пистата: 15/33
- Географски координати: N43’’ 27’ 2760, E26’’ 25’ 9000
- Максимална излетна маса на ВС: 5700 кг
- ICAO код: LBBL
- Радиочестота кула: 118.605 Mhz
- Надморска височина: 355 m

в района на летището няма високи препятствия, представляващи опасност за провеждането на полетите.